# Éliminatoires de la Coupe du monde masculine de basket-ball 2019
Navigation
Édition précédente Édition suivante
Les qualifications pour la Coupe du monde FIBA de basketball 2019 mettent aux prises les équipes nationales de basket-ball membres de la FIBA afin de désigner les 32 d'entre elles qui disputeront la phase finale organisée en Chine.

## Déroulement

### Format des qualifications
80 équipes nationales sont engagées dans ces éliminatoires
| FIBA Zone                                  | Engagés | Places        |
| ------------------------------------------ | ------- | ------------- |
| FIBA Afrique                               | 16      | 5             |
| FIBA Amériques                             | 16      | 7             |
| FIBA Asie et FIBA Océanie                  | 16      | 7 + la Chine* |
| FIBA Europe                                | 32      | 12            |
| Total incluant la Chine qualifiée d'office | 80      | 32            |

* La Chine est qualifiée d'office en tant que pays organisateur de l'événement.

Deux tours de qualifications sont organisés pour chaque zone (plus un tour préliminaire pour la zone Europe).
Le premier tour s'organise par groupe de 4 équipes suivant un format de rencontres en matches Aller/Retour (domicile/extérieur). A l'issue de ces rencontres, les 3 meilleures équipes de chaque groupe se qualifient pour le second tour.
Le second tour s'organise en groupe de 6 équipes :
les 3 meilleures équipes d'un groupe du premier tour se rassemblent avec les 3 meilleures d'un autre groupe.
Les équipes ne s'étant pas déjà affrontées lors du premier tour disputent des rencontres en matches Aller/Retour (domicile/extérieur) et les résultats des matches du premier tour entre équipes qualifiées sont conservés.
Les meilleures équipes de chaque groupe du second tour sont qualifiées pour la Coupe du Monde 2019 :
- Zone Afrique : les 2 premiers de chaque groupe + le meilleur 3eme [2]
- Zone Amériques : les 3 premiers de chaque groupe + le meilleur 4eme [3]
- Zone Asie-Océanie : les 3 premiers de chaque groupe + le meilleur 4eme (L'équide de Chine rencontre les équipes de son groupe, mais n'est pas incluse dans le classement final)[4]
- Zone Europe : les 3 premiers de chaque groupe[5]

### Calendrier
| Tour              | Dates                                                                     | Participants        | Participants        | Participants        | Participants             |
| ----------------- | ------------------------------------------------------------------------- | ------------------- | ------------------- | ------------------- | ------------------------ |
| Tour              | Dates                                                                     | Zone Afrique        | Zone Amériques      | Zone Asie-Pacifique | Zone Europe              |
| Tour préliminaire | 2 - 19 août 2017                                                          | -                   | -                   | -                   | 13 (4 groupes de 3 ou 4) |
| Premier Tour      | 23 - 27 novembre 2017 22 - 26 février 2018 28 juin - 2 juillet 2018       | 16 (4 groupes de 4) | 16 (4 groupes de 4) | 16 (4 groupes de 4) | 32 (8 groupes de 4)      |
| Second Tour       | 13 - 17 septembre 2018 29 novembre - 3 décembre 2018 21 - 25 février 2019 | 12 (2 groupes de 6) | 12 (2 groupes de 6) | 12 (2 groupes de 6) | 24 (4 groupes de 6)      |

Le tirage au sort du tour préliminaire pour la zone Europe est effectué à Prague (en République tchèque) le 10 décembre 2016 (en marge du tirage au sort de l'Eurobasket 2017 féminin).
Le tirage au sort du premier tour de qualification pour les 4 zones est effectué à Guangzhou (en Chine) le 7 mai 2017 lors d'une cérémonie organisée par la FIBA.

## Résultats des qualifications de la zone Afrique

### Équipes engagées
Les 16 équipes participant au Championnat d'Afrique masculin de basket-ball 2017 (FIBA AfroBasket 2017) sont engagées au premier tour de qualification pour la zone Afrique :
- Angola
- Cameroun
- Côte d'Ivoire
- Égypte
- Guinée
- Mali
- Maroc
- Mozambique
- Nigeria
- Ouganda
- Centrafrique
- RD Congo
- Rwanda
- Sénégal
- Tchad
- Tunisie

### Premier tour

#### Groupe A
| Rang | Équipe   | Pts | J | G | P | Pp  | Pc  | Diff |  | Résultats (dom.\ext.) |        |        |       |       |
| ---- | -------- | --- | - | - | - | --- | --- | ---- |  | --------------------- | ------ | ------ | ----- | ----- |
| 1    | Tunisie  | 12  | 6 | 6 | 0 | 499 | 315 | 184  |  | Guinée                |        | 51-85  | 56-96 | 48-65 |
| 2    | Cameroun | 10  | 6 | 4 | 2 | 438 | 381 | 57   |  | Tchad                 | 80-49  |        | 46-85 | 60-65 |
| 3    | Tchad    | 8   | 6 | 2 | 4 | 383 | 424 | -41  |  | Tunisie               | 94-54  | 101-40 |       | 56-53 |
| 4    | Guinée   | 6   | 6 | 0 | 6 | 336 | 536 | -200 |  | Cameroun              | 116-78 | 73-72  | 66-67 |       |

| Qualification pour le second tour |
| Élimination                       |

#### Groupe B
| Rang | Équipe  | Pts | J | G | P | Pp  | Pc  | Diff |  | Résultats (dom.\ext.) |        |        |       |        |
| ---- | ------- | --- | - | - | - | --- | --- | ---- |  | --------------------- | ------ | ------ | ----- | ------ |
| 1    | Nigeria | 12  | 6 | 6 | 0 | 605 | 387 | 218  |  | Ouganda               |        | 79-63  | 80-95 | 86-102 |
| 2    | Rwanda  | 9   | 6 | 3 | 3 | 434 | 519 | -85  |  | Rwanda                | 92-79  |        | 74-70 | 70-111 |
| 3    | Mali    | 8   | 6 | 2 | 4 | 428 | 487 | -59  |  | Mali                  | 79-76  | 72-82  |       | 59-82  |
| 4    | Ouganda | 7   | 6 | 1 | 5 | 466 | 540 | -74  |  | Nigeria               | 109-67 | 108-53 | 93-53 |        |

| Qualification pour le second tour |
| Élimination                       |

#### Groupe C
| Rang | Équipe   | Pts | J | G | P | Pp  | Pc  | Diff |  | Résultats (dom.\ext.) |       |       |       |       |
| ---- | -------- | --- | - | - | - | --- | --- | ---- |  | --------------------- | ----- | ----- | ----- | ----- |
| 1    | Angola   | 10  | 6 | 4 | 2 | 371 | 369 | 2    |  | RD Congo              |       | 64-73 | 58-61 | 61-65 |
| 2    | Égypte   | 9   | 6 | 3 | 3 | 376 | 387 | -11  |  | Angola                | 56-66 |       | 62-56 | 65-58 |
| 3    | Maroc    | 9   | 6 | 3 | 3 | 382 | 374 | 8    |  | Maroc                 | 88-81 | 61-47 |       | 63-67 |
| 4    | RD Congo | 8   | 6 | 2 | 4 | 407 | 406 | 1    |  | Égypte                | 63-77 | 64-68 | 59-53 |       |

| Qualification pour le second tour |
| Élimination                       |

#### Groupe D
| Rang | Équipe        | Pts | J | G | P | Pp  | Pc  | Diff |  | Résultats (dom.\ext.) |       |       |       |       |
| ---- | ------------- | --- | - | - | - | --- | --- | ---- |  | --------------------- | ----- | ----- | ----- | ----- |
| 1    | Sénégal       | 11  | 6 | 5 | 1 | 425 | 390 | 35   |  | Sénégal               |       | 60-52 | 66-61 | 70-65 |
| 2    | Centrafrique  | 9   | 6 | 3 | 3 | 403 | 405 | -2   |  | Mozambique            | 63-78 |       | 66-53 | 63-72 |
| 3    | Côte d'Ivoire | 8   | 6 | 2 | 4 | 365 | 369 | -4   |  | Côte d'Ivoire         | 67-60 | 62-45 |       | 62-63 |
| 4    | Mozambique    | 8   | 6 | 2 | 4 | 348 | 377 | -29  |  | Centrafrique          | 82-91 | 52-59 | 69-60 |       |

| Qualification pour le second tour |
| Élimination                       |

### Second tour

#### Groupe E
| Rang | Équipe   | Pts | J  | G  | P | Pp  | Pc  | Diff |  | Résultats (dom.\ext.) |       |       |       |       |       |        |
| ---- | -------- | --- | -- | -- | - | --- | --- | ---- |  | --------------------- | ----- | ----- | ----- | ----- | ----- | ------ |
| 1    | Tunisie  | 22  | 12 | 10 | 2 | 933 | 669 | 264  |  | Tunisie               |       | 56-53 | 84-64 | 89-51 | 69-47 | 101-40 |
| 2    | Angola   | 21  | 12 | 9  | 3 | 829 | 748 | 81   |  | Cameroun              | 66-67 |       | 73-77 | 84-74 | 58-62 | 73-72  |
| 3    | Cameroun | 19  | 12 | 7  | 5 | 872 | 794 | 78   |  | Angola                | 69-63 | 83-76 |       | 62-56 | 65-58 | 90-50  |
| 4    | Égypte   | 19  | 12 | 7  | 5 | 802 | 799 | 3    |  | Maroc                 | 50-65 | 57-63 | 61-47 |       | 63-67 | 62-45  |
| 5    | Maroc    | 16  | 12 | 4  | 8 | 739 | 789 | -50  |  | Égypte                | 73-64 | 60-80 | 64-68 | 59-63 |       | 99-83  |
| 6    | Tchad    | 15  | 12 | 3  | 9 | 721 | 898 | -177 |  | Tchad                 | 46-85 | 60-65 | 33-75 | 69-63 | 58-85 |        |

| Qualification pour la Coupe du Monde 2019     |
| Possible qualification la Coupe du Monde 2019 |
| Élimination                                   |

#### Groupe F
| Rang | Équipe        | Pts | J  | G  | P | Pp   | Pc  | Diff |  | Résultats (dom.\ext.) |        |       |        |        |       |       |
| ---- | ------------- | --- | -- | -- | - | ---- | --- | ---- |  | --------------------- | ------ | ----- | ------ | ------ | ----- | ----- |
| 1    | Nigeria       | 22  | 12 | 10 | 2 | 1073 | 805 | 268  |  | Nigeria               |        | 89-61 | 114-69 | 108-53 | 46-72 | 93-53 |
| 2    | Sénégal       | 22  | 12 | 10 | 2 | 889  | 781 | 108  |  | Sénégal               | 84-63  |       | 70-65  | 94-89  | 66-61 | 62-38 |
| 3    | Côte d'Ivoire | 19  | 12 | 7  | 5 | 806  | 720 | 86   |  | Centrafrique          | 59-72  | 82-91 |        | 77-69  | 69-60 | 65-66 |
| 4    | Centrafrique  | 18  | 12 | 6  | 6 | 816  | 844 | -28  |  | Rwanda                | 70-111 | 41-81 | 61-68  |        | 53-71 | 74-70 |
| 5    | Rwanda        | 15  | 12 | 3  | 9 | 807  | 997 | -190 |  | Côte d'Ivoire         | 73-84  | 67-60 | 62-63  | 87-60  |       | 69-49 |
| 6    | Mali          | 15  | 12 | 3  | 9 | 768  | 909 | -141 |  | Mali                  | 59-82  | 71-82 | 57-75  | 72-82  | 59-69 |       |

| Qualification pour la Coupe du Monde 2019     |
| Possible qualification la Coupe du Monde 2019 |
| Élimination                                   |

#### Départage du meilleur troisième
| Rang | Équipe        | Pts | J  | G | P | Pp  | Pc  | Diff |
| ---- | ------------- | --- | -- | - | - | --- | --- | ---- |
| 1    | Côte d'Ivoire | 19  | 12 | 7 | 5 | 806 | 720 | 86   |
| 2    | Cameroun      | 19  | 12 | 7 | 5 | 872 | 794 | 78   |

| Qualification pour la Coupe du Monde 2019 |
| Élimination                               |

## Résultats des qualifications de la zone Amériques

### Équipes engagées
16 équipes participent au premier tour de qualification pour la zone Amériques.
L'ensemble des 12 équipes participant au Championnat des Amériques de basket-ball 2017 (FIBA AmeriCup 2017) :
- Argentine
- Brésil
- Canada
- Colombie
- États-Unis
- Îles Vierges des États-Unis
- Mexique
- Panama
- Porto Rico
- République dominicaine
- Uruguay
- Venezuela

Les équipes classées 6ème et 7ème du Championnat d'Amérique Centrale et Caraïbes de basket-ball 2016 (CentroBasket 2016) :
- Cuba
- Bahamas

Les équipes classées 6ème et 7ème du Championnat d'Amérique du Sud de basket-ball 2016 :
- Chili
- Paraguay

### Premier tour

#### Groupe A
| Rang | Équipe    | Pts | J | G | P | Pp  | Pc  | Diff |  | Résultats (dom.\ext.) |        |       |       |       |
| ---- | --------- | --- | - | - | - | --- | --- | ---- |  | --------------------- | ------ | ----- | ----- | ----- |
| 1    | Argentine | 11  | 6 | 5 | 1 | 519 | 391 | 128  |  | Argentine             |        | 87-62 | 83-88 | 96-63 |
| 2    | Uruguay   | 10  | 6 | 4 | 2 | 432 | 442 | -10  |  | Panama                | 59-68  |       | 86-75 | 82-62 |
| 3    | Panama    | 9   | 6 | 3 | 3 | 436 | 445 | -9   |  | Uruguay               | 58-102 | 86-73 |       | 67-49 |
| 4    | Paraguay  | 6   | 6 | 0 | 6 | 351 | 460 | -109 |  | Paraguay              | 61-83  | 67-74 | 49-58 |       |

| Qualification pour le second tour |
| Élimination                       |

#### Groupe B
| Rang | Équipe    | Pts | J | G | P | Pp  | Pc  | Diff |  | Résultats (dom.\ext.) |       |       |       |       |
| ---- | --------- | --- | - | - | - | --- | --- | ---- |  | --------------------- | ----- | ----- | ----- | ----- |
| 1    | Venezuela | 11  | 6 | 5 | 1 | 437 | 368 | 69   |  | Venezuela             |       | 77-56 | 85-71 | 72-56 |
| 2    | Brésil    | 11  | 6 | 5 | 1 | 479 | 383 | 96   |  | Chili                 | 51-70 |       | 67-71 | 73-86 |
| 3    | Chili     | 7   | 6 | 1 | 5 | 379 | 456 | -77  |  | Colombie              | 62-73 | 69-74 |       | 71-98 |
| 4    | Colombie  | 7   | 6 | 1 | 5 | 393 | 481 | -88  |  | Brésil                | 72-60 | 83-58 | 84-49 |       |

| Qualification pour le second tour |
| Élimination                       |

#### Groupe C
| Rang | Équipe     | Pts | J | G | P | Pp  | Pc  | Diff |  | Résultats (dom.\ext.) |       |       |        |       |
| ---- | ---------- | --- | - | - | - | --- | --- | ---- |  | --------------------- | ----- | ----- | ------ | ----- |
| 1    | États-Unis | 11  | 6 | 5 | 1 | 506 | 396 | 110  |  | Cuba                  |       | 52-75 | 72-95  | 62-93 |
| 2    | Porto Rico | 10  | 6 | 4 | 2 | 516 | 479 | 37   |  | Mexique               | 72-66 |       | 80-100 | 78-70 |
| 3    | Mexique    | 9   | 6 | 3 | 3 | 439 | 463 | -24  |  | Porto Rico            | 84-80 | 84-79 |        | 78-85 |
| 4    | Cuba       | 6   | 6 | 0 | 6 | 380 | 503 | -123 |  | États-Unis            | 84-48 | 91-55 | 83-75  |       |

| Qualification pour le second tour |
| Élimination                       |

#### Groupe D
| Rang | Équipe                      | Pts | J | G | P | Pp  | Pc  | Diff |  | Résultats (dom.\ext.)       |        |       |        |       |
| ---- | --------------------------- | --- | - | - | - | --- | --- | ---- |  | --------------------------- | ------ | ----- | ------ | ----- |
| 1    | Canada                      | 11  | 6 | 5 | 1 | 596 | 443 | 153  |  | Canada                      |        | 99-69 | 97-61  | 93-69 |
| 2    | République dominicaine      | 10  | 6 | 4 | 2 | 539 | 493 | 46   |  | Îles Vierges des États-Unis | 89-118 |       | 85-113 | 84-74 |
| 3    | Îles Vierges des États-Unis | 8   | 6 | 2 | 4 | 509 | 588 | -79  |  | République dominicaine      | 88-76  | 99-89 |        | 82-83 |
| 4    | Bahamas                     | 7   | 6 | 1 | 5 | 441 | 561 | -120 |  | Bahamas                     | 67-113 | 85-93 | 63-96  |       |

| Qualification pour le second tour |
| Élimination                       |

### Second tour

#### Groupe E
| Rang | Équipe     | Pts | J  | G  | P | Pp   | Pc  | Diff |  | Résultats (dom.\ext.) |        |       |        |        |        |       |
| ---- | ---------- | --- | -- | -- | - | ---- | --- | ---- |  | --------------------- | ------ | ----- | ------ | ------ | ------ | ----- |
| 1    | États-Unis | 22  | 12 | 10 | 2 | 1034 | 814 | 220  |  | Argentine             |        | 80-63 | 106-84 | 83-88  | 87-62  | 85-71 |
| 2    | Argentine  | 21  | 12 | 9  | 3 | 1037 | 854 | 183  |  | États-Unis            | 84-83  |       | 83-75  | 114-57 | 110-80 | 91-55 |
| 3    | Porto Rico | 20  | 12 | 8  | 4 | 967  | 939 | 28   |  | Porto Rico            | 87-86  | 78-85 |        | 65-61  | 82-73  | 84-79 |
| 4    | Uruguay    | 18  | 12 | 6  | 6 | 824  | 909 | -85  |  | Uruguay               | 58-102 | 70-78 | 64-62  |        | 86-73  | 63-60 |
| 5    | Mexique    | 17  | 12 | 5  | 7 | 875  | 903 | -28  |  | Panama                | 59-68  | 48-78 | 70-71  | 86-75  |        | 76-65 |
| 6    | Panama     | 16  | 12 | 4  | 8 | 844  | 930 | -86  |  | Mexique               | 74-78  | 78-70 | 80-100 | 88-77  | 78-61  |       |

| Qualification pour la Coupe du Monde 2019     |
| Possible qualification la Coupe du Monde 2019 |
| Élimination                                   |

#### Groupe F
| Rang | Équipe                      | Pts | J  | G  | P  | Pp   | Pc   | Diff |  | Résultats (dom.\ext.)       |       |        |        |        |       |       |
| ---- | --------------------------- | --- | -- | -- | -- | ---- | ---- | ---- |  | --------------------------- | ----- | ------ | ------ | ------ | ----- | ----- |
| 1    | Canada                      | 22  | 12 | 10 | 2  | 1115 | 833  | 282  |  | Venezuela                   |       | 72-56  | 84-76  | 79-78  | 87-73 | 77-56 |
| 2    | Venezuela                   | 21  | 12 | 9  | 3  | 886  | 838  | 48   |  | Brésil                      | 72-60 |        | 67-94  | 100-82 | 20-0  | 83-58 |
| 3    | Brésil                      | 19  | 12 | 9  | 3  | 918  | 787  | 131  |  | Canada                      | 95-55 | 85-77  |        | 97-61  | 99-69 | 85-46 |
| 4    | République dominicaine      | 19  | 12 | 7  | 5  | 979  | 921  | 58   |  | République dominicaine      | 72-67 | 63-71  | 88-76  |        | 99-89 | 71-46 |
| 5    | Chili                       | 14  | 12 | 2  | 10 | 737  | 897  | -160 |  | Îles Vierges des États-Unis | 76-77 | 80-104 | 89-118 | 85-113 |       | 64-59 |
| 6    | Îles Vierges des États-Unis | 14  | 12 | 2  | 10 | 865  | 1016 | -151 |  | Chili                       | 51-70 | 73-86  | 61-84  | 65-74  | 81-63 |       |

| Qualification pour la Coupe du Monde 2019     |
| Possible qualification la Coupe du Monde 2019 |
| Élimination                                   |

#### Départage du meilleur quatrième
| Rang | Équipe                 | Pts | J  | G | P | Pp  | Pc  | Diff |
| ---- | ---------------------- | --- | -- | - | - | --- | --- | ---- |
| 1    | République dominicaine | 19  | 12 | 7 | 5 | 979 | 921 | 58   |
| 2    | Uruguay                | 18  | 12 | 6 | 6 | 824 | 909 | -85  |

| Qualification pour la Coupe du Monde 2019 |
| Élimination                               |

## Résultats des qualifications de la zone Asie-Pacifique

### Équipes engagées
Les 16 équipes participant au Championnat d'Asie de basket-ball  2017 (FIBA Asia Cup 2017) sont engagées au premier tour de qualification pour la zone Asie-Pacifique :
- Australie
- Chine
- Corée du Sud
- Hong Kong
- Inde
- Iran
- Irak
- Japon
- Jordanie
- Kazakhstan
- Liban
- Nouvelle-Zélande
- Philippines
- Qatar
- Syrie
- Taïwan (Taipei chinois)

### Premier tour

#### Groupe A
| Rang | Équipe           | Pts | J | G | P | Pp  | Pc  | Diff |  | Résultats (dom.\ext.) |        |        |        |        |
| ---- | ---------------- | --- | - | - | - | --- | --- | ---- |  | --------------------- | ------ | ------ | ------ | ------ |
| 1    | Nouvelle-Zélande | 11  | 6 | 5 | 1 | 579 | 439 | 140  |  | Chine                 |        | 73-82  | 74-82  | 96-44  |
| 2    | Corée du Sud     | 10  | 6 | 4 | 2 | 530 | 502 | 28   |  | Nouvelle-Zélande      | 67-57  |        | 80-86  | 124-65 |
| 3    | Chine (*)        | 9   | 6 | 3 | 3 | 503 | 414 | 89   |  | Corée du Sud          | 81-92  | 84-93  |        | 93-72  |
| 4    | Hong Kong        | 6   | 6 | 0 | 6 | 404 | 661 | -257 |  | Hong Kong             | 58-111 | 74-133 | 91-104 |        |

(*) : La Chine participe aux phases de qualification bien qu'elle soit qualifiée d'office pour la Coupe du Monde en tant que pays organisateur. Elle participera aussi au second tour de qualification.
| Qualification pour le second tour |
| Élimination                       |

#### Groupe B
| Rang | Équipe      | Pts | J | G | P | Pp  | Pc  | Diff |  | Résultats (dom.\ext.) |        |       |        |       |
| ---- | ----------- | --- | - | - | - | --- | --- | ---- |  | --------------------- | ------ | ----- | ------ | ----- |
| 1    | Australie   | 11  | 6 | 5 | 1 | 525 | 392 | 133  |  | Japon                 |        | 69-70 | 79-78  | 71-77 |
| 2    | Philippines | 10  | 6 | 4 | 2 | 470 | 482 | -12  |  | Taïwan                | 68-108 |       | 66-104 | 71-93 |
| 3    | Japon       | 8   | 6 | 2 | 4 | 469 | 464 | 5    |  | Australie             | 82-58  | 88-68 |        | 84-68 |
| 4    | Taïwan      | 7   | 6 | 1 | 5 | 426 | 552 | -126 |  | Philippines           | 89-84  | 90-83 | 53-89  |       |

| Qualification pour le second tour |
| Élimination                       |

#### Groupe C
| Rang | Équipe   | Pts | J | G | P | Pp  | Pc  | Diff |  | Résultats (dom.\ext.) |       |       |        |        |
| ---- | -------- | --- | - | - | - | --- | --- | ---- |  | --------------------- | ----- | ----- | ------ | ------ |
| 1    | Jordanie | 11  | 6 | 5 | 1 | 575 | 452 | 123  |  | Syrie                 |       | 63-87 | 81-76  | 72-109 |
| 2    | Liban    | 11  | 6 | 5 | 1 | 531 | 398 | 133  |  | Liban                 | 87-50 |       | 107-72 | 77-76  |
| 3    | Syrie    | 8   | 6 | 2 | 4 | 402 | 503 | -101 |  | Inde                  | 57-74 | 50-90 |        | 88-102 |
| 4    | Inde     | 6   | 6 | 0 | 6 | 413 | 568 | -155 |  | Jordanie              | 87-62 | 87-83 | 114-70 |        |

| Qualification pour le second tour |
| Élimination                       |

#### Groupe D
| Rang | Équipe     | Pts | J | G | P | Pp  | Pc  | Diff |  | Résultats (dom.\ext.) |       |       |       |       |
| ---- | ---------- | --- | - | - | - | --- | --- | ---- |  | --------------------- | ----- | ----- | ----- | ----- |
| 1    | Iran       | 11  | 6 | 5 | 1 | 454 | 351 | 103  |  | Irak                  |       | 66-77 | 64-50 | 74-66 |
| 2    | Kazakhstan | 9   | 6 | 3 | 3 | 420 | 436 | -16  |  | Qatar                 | 84-79 |       | 70-82 | 75-77 |
| 3    | Qatar      | 8   | 6 | 2 | 4 | 408 | 465 | -57  |  | Kazakhstan            | 82-76 | 96-63 |       | 54-75 |
| 4    | Irak       | 8   | 6 | 2 | 4 | 412 | 442 | -30  |  | Iran                  | 83-53 | 65-39 | 88-56 |       |

| Qualification pour le second tour |
| Élimination                       |

### Second tour

#### Groupe E
| Rang | Équipe           | Pts | J  | G  | P  | Pp   | Pc   | Diff |  | Résultats (dom.\ext.) |        |       |        |       |       |        |
| ---- | ---------------- | --- | -- | -- | -- | ---- | ---- | ---- |  | --------------------- | ------ | ----- | ------ | ----- | ----- | ------ |
| 1    | Nouvelle-Zélande | 22  | 12 | 10 | 2  | 1090 | 861  | 229  |  | Nouvelle-Zélande      |        | 63-60 | 95-69  | 80-86 | 67-57 | 97-74  |
| 2    | Corée du Sud     | 22  | 12 | 10 | 2  | 1062 | 927  | 135  |  | Liban                 | 67-69  |       | 77-76  | 72-84 | 92-88 | 87-50  |
| 3    | Jordanie         | 19  | 12 | 7  | 5  | 1037 | 951  | 86   |  | Jordanie              | 86-80  | 87-83 |        | 75-86 | 86-62 | 87-62  |
| -    | Chine (*)        | 19  | 12 | 7  | 5  | 1004 | 834  | 170  |  | Corée du Sud          | 84-93  | 84-71 | 88-67  |       | 81-92 | 103-66 |
| 4    | Liban            | 18  | 12 | 6  | 6  | 945  | 858  | 87   |  | Chine                 | 73-82  | 72-52 | 88-79  | 74-82 |       | 101-52 |
| 5    | Syrie            | 14  | 12 | 2  | 10 | 793  | 1088 | -295 |  | Syrie                 | 66-107 | 63-87 | 72-109 | 74-87 | 59-90 |        |

(*) : La Chine qualifiée d'office en tant que pays organisateur n'est pas incluse dans le classement final, cependant les résultats de ses rencontres sont pris en compte pour déterminer le classement des autres équipes.
| Qualification pour la Coupe du Monde 2019     |
| Possible qualification la Coupe du Monde 2019 |
| Élimination                                   |

#### Groupe F
| Rang | Équipe      | Pts | J  | G  | P  | Pp   | Pc   | Diff |  | Résultats (dom.\ext.) |       |       |       |       |       |        |
| ---- | ----------- | --- | -- | -- | -- | ---- | ---- | ---- |  | --------------------- | ----- | ----- | ----- | ----- | ----- | ------ |
| 1    | Australie   | 22  | 12 | 10 | 2  | 1055 | 727  | 328  |  | Australie             |       | 76-47 | 84-68 | 94-41 | 82-58 | 110-59 |
| 2    | Japon       | 20  | 12 | 8  | 4  | 988  | 844  | 144  |  | Iran                  | 85-74 |       | 81-73 | 88-56 | 89-97 | 65-39  |
| 3    | Iran        | 20  | 12 | 8  | 4  | 890  | 811  | 79   |  | Philippines           | 53-89 | 70-78 |       | 88-92 | 89-84 | 92-81  |
| 4    | Philippines | 19  | 12 | 7  | 5  | 970  | 935  | 35   |  | Kazakhstan            | 60-81 | 54-75 | 75-93 |       | 70-85 | 96-63  |
| 5    | Kazakhstan  | 16  | 12 | 4  | 8  | 828  | 963  | -135 |  | Japon                 | 79-78 | 70-56 | 71-77 | 86-70 |       | 85-47  |
| 6    | Qatar       | 14  | 12 | 2  | 10 | 732  | 1027 | -295 |  | Qatar                 | 43-95 | 75-77 | 46-84 | 70-82 | 48-96 |        |

| Qualification pour la Coupe du Monde 2019     |
| Possible qualification la Coupe du Monde 2019 |
| Élimination                                   |

#### Départage du meilleur quatrième
| Rang | Équipe      | Pts | J  | G | P | Pp  | Pc  | Diff |
| ---- | ----------- | --- | -- | - | - | --- | --- | ---- |
| 1    | Philippines | 19  | 12 | 7 | 5 | 970 | 935 | 35   |
| 2    | Liban       | 18  | 12 | 6 | 6 | 945 | 858 | 87   |

| Qualification pour la Coupe du Monde 2019 |
| Élimination                               |

## Résultats des qualifications de la zone Europe

### Équipes engagées
Les 24 participants à l'Eurobasket 2017 sont directement engagés pour le premier tour de qualification :
- Allemagne
- Belgique
- Croatie
- Espagne
- Finlande
- France
- Géorgie
- Grande-Bretagne
- Grèce
- Hongrie
- Islande
- Israël
- Italie
- Lettonie
- Lituanie
- Monténégro
- Pologne
- République tchèque
- Roumanie
- Russie
- Serbie
- Slovénie
- Turquie
- Ukraine

13 équipes qui ont échoué à se qualifier à l'Eurobasket 2017 participent à un tour préliminaire qui qualifiera 8 d'entre elles pour le premier tour :
- Albanie
- Arménie
- Autriche
- Biélorussie
- Bosnie-Herzégovine
- Bulgarie
- Estonie
- Kosovo
- Macédoine
- Pays-Bas
- Portugal
- Slovaquie
- Suède

### Tour préliminaire
Les 13 équipes participant au tour préliminaire sont réparties en 4 groupes de 4 ou 3 équipes. 
Dans chaque groupe, les équipes se rencontrent entre elles en format match Aller/Retour (domicile/extérieur) entre le 2 et le 19 aout 2017. A l'issue de ces rencontres, les 2 meilleures équipes de chaque groupe se qualifient pour le premier tour.
Le tirage au sort des groupes a été effectué par la FIBA le 10 décembre 2016 à Prague.

#### Groupe A
| Rang | Équipe             | Pts | J | G | P | Pp  | Pc  | Diff |  | Résultats (dom.\ext.) |       |       |       |       |
| ---- | ------------------ | --- | - | - | - | --- | --- | ---- |  | --------------------- | ----- | ----- | ----- | ----- |
| 1    | Suède              | 10  | 6 | 4 | 2 | 476 | 447 | 29   |  | Suède                 |       | 81-73 | 93-70 | 86-82 |
| 2    | Bosnie-Herzégovine | 10  | 6 | 4 | 2 | 502 | 465 | 37   |  | Bosnie-Herzégovine    | 72-88 |       | 98-85 | 84-71 |
| 3    | Arménie            | 9   | 6 | 3 | 3 | 470 | 482 | -12  |  | Arménie               | 82-69 | 66-83 |       | 75-61 |
| 4    | Slovaquie          | 7   | 6 | 1 | 5 | 434 | 488 | -54  |  | Slovaquie             | 68-59 | 74-92 | 78-92 |       |

| Qualification pour le premier tour |
| Élimination                        |

#### Groupe B
| Rang | Équipe   | Pts | J | G | P | Pp  | Pc  | Diff |  | Résultats (dom.\ext.) |        |       |       |
| ---- | -------- | --- | - | - | - | --- | --- | ---- |  | --------------------- | ------ | ----- | ----- |
| 1    | Pays-Bas | 7   | 4 | 3 | 1 | 354 | 264 | 90   |  | Pays-Bas              |        | 71-78 | 91-77 |
| 2    | Autriche | 7   | 4 | 3 | 1 | 326 | 264 | 62   |  | Autriche              | 72-79  |       | 97-63 |
| 3    | Albanie  | 4   | 4 | 0 | 4 | 228 | 380 | -152 |  | Albanie               | 37-113 | 51-79 |       |

| Qualification pour le premier tour |
| Élimination                        |

#### Groupe C
| Rang | Équipe    | Pts | J | G | P | Pp  | Pc  | Diff |  | Résultats (dom.\ext.) |       |       |       |
| ---- | --------- | --- | - | - | - | --- | --- | ---- |  | --------------------- | ----- | ----- | ----- |
| 1    | Estonie   | 7   | 4 | 3 | 1 | 299 | 266 | 33   |  | Estonie               |       | 76-50 | 74-65 |
| 2    | Kosovo    | 6   | 4 | 2 | 2 | 271 | 300 | -29  |  | Kosovo                | 75-69 |       | 72-68 |
| 3    | Macédoine | 5   | 4 | 1 | 3 | 296 | 300 | -4   |  | Macédoine             | 76-80 | 87-74 |       |

| Qualification pour le premier tour |
| Élimination                        |

#### Groupe D
| Rang | Équipe      | Pts | J | G | P | Pp  | Pc  | Diff |  | Résultats (dom.\ext.) |       |       |       |
| ---- | ----------- | --- | - | - | - | --- | --- | ---- |  | --------------------- | ----- | ----- | ----- |
| 1    | Bulgarie    | 8   | 4 | 4 | 0 | 335 | 274 | 61   |  | Bulgarie              |       | 78-68 | 91-65 |
| 2    | Biélorussie | 5   | 4 | 1 | 3 | 294 | 316 | -22  |  | Biélorussie           | 70-84 |       | 78-75 |
| 3    | Portugal    | 5   | 4 | 1 | 3 | 290 | 329 | -39  |  | Portugal              | 71-82 | 79-78 |       |

| Qualification pour le premier tour |
| Élimination                        |

### Premier tour

#### Groupe A
| Rang | Équipe      | Pts | J | G | P | Pp  | Pc  | Diff |  | Résultats (dom.\ext.) |       |       |       |       |
| ---- | ----------- | --- | - | - | - | --- | --- | ---- |  | --------------------- | ----- | ----- | ----- | ----- |
| 1    | Espagne     | 12  | 6 | 6 | 0 | 497 | 431 | 66   |  | Monténégro            |       | 63-75 | 80-69 | 66-79 |
| 2    | Monténégro  | 9   | 6 | 3 | 3 | 454 | 443 | 11   |  | Slovénie              | 74-87 |       | 87-74 | 72-83 |
| 3    | Slovénie    | 8   | 6 | 2 | 4 | 484 | 492 | -8   |  | Biélorussie           | 67-91 | 93-92 |       | 82-84 |
| 4    | Biélorussie | 7   | 6 | 1 | 5 | 445 | 514 | -69  |  | Espagne               | 79-67 | 92-84 | 80-60 |       |

| Qualification pour le second tour |
| Élimination                       |

#### Groupe B
| Rang | Équipe   | Pts | J | G | P | Pp  | Pc  | Diff |  | Résultats (dom.\ext.) |       |       |       |       |
| ---- | -------- | --- | - | - | - | --- | --- | ---- |  | --------------------- | ----- | ----- | ----- | ----- |
| 1    | Turquie  | 10  | 6 | 4 | 2 | 437 | 389 | 48   |  | Suède                 |       | 59-58 | 72-82 | 76-84 |
| 2    | Lettonie | 10  | 6 | 4 | 2 | 477 | 453 | 24   |  | Turquie               | 77-52 |       | 85-73 | 80-66 |
| 3    | Ukraine  | 9   | 6 | 3 | 3 | 440 | 450 | -10  |  | Lettonie              | 82-73 | 79-70 |       | 68-82 |
| 4    | Suède    | 7   | 6 | 1 | 5 | 398 | 460 | -62  |  | Ukraine               | 77-66 | 60-67 | 71-93 |       |

| Qualification pour le second tour |
| Élimination                       |

#### Groupe C
| Rang | Équipe   | Pts | J | G | P | Pp  | Pc  | Diff |  | Résultats (dom.\ext.) |        |        |       |       |
| ---- | -------- | --- | - | - | - | --- | --- | ---- |  | --------------------- | ------ | ------ | ----- | ----- |
| 1    | Lituanie | 12  | 6 | 6 | 0 | 512 | 352 | 160  |  | Pologne               |        | 90-62  | 61-79 | 70-60 |
| 2    | Pologne  | 9   | 6 | 3 | 3 | 436 | 410 | 26   |  | Kosovo                | 70-103 |        | 61-99 | 65-81 |
| 3    | Hongrie  | 9   | 6 | 3 | 3 | 414 | 421 | -7   |  | Lituanie              | 75-55  | 106-50 |       | 80-75 |
| 4    | Kosovo   | 6   | 6 | 0 | 6 | 384 | 563 | -179 |  | Hongrie               | 64-57  | 84-76  | 50-73 |       |

| Qualification pour le second tour |
| Élimination                       |

#### Groupe D
| Rang | Équipe   | Pts | J | G | P | Pp  | Pc  | Diff |  | Résultats (dom.\ext.) |        |       |       |       |
| ---- | -------- | --- | - | - | - | --- | --- | ---- |  | --------------------- | ------ | ----- | ----- | ----- |
| 1    | Italie   | 10  | 6 | 4 | 2 | 474 | 405 | 69   |  | Italie                |        | 80-62 | 72-78 | 75-70 |
| 2    | Pays-Bas | 9   | 6 | 3 | 3 | 434 | 416 | 18   |  | Pays-Bas              | 81-66  |       | 68-61 | 77-52 |
| 3    | Croatie  | 9   | 6 | 3 | 3 | 431 | 419 | 12   |  | Croatie               | 64-80  | 82-78 |       | 56-58 |
| 4    | Roumanie | 8   | 6 | 2 | 4 | 368 | 467 | -99  |  | Roumanie              | 50-101 | 75-68 | 63-90 |       |

| Qualification pour le second tour |
| Élimination                       |

#### Groupe E
| Rang | Équipe             | Pts | J | G | P | Pp  | Pc  | Diff |  | Résultats (dom.\ext.) |       |       |        |       |
| ---- | ------------------ | --- | - | - | - | --- | --- | ---- |  | --------------------- | ----- | ----- | ------ | ----- |
| 1    | France             | 12  | 6 | 6 | 0 | 479 | 377 | 102  |  | Bosnie-Herzégovine    |       | 72-70 | 52-102 | 81-76 |
| 2    | Russie             | 9   | 6 | 3 | 3 | 458 | 428 | 30   |  | Belgique              | 79-77 |       | 59-70  | 66-84 |
| 3    | Bosnie-Herzégovine | 8   | 6 | 2 | 4 | 400 | 481 | -81  |  | France                | 84-65 | 64-49 |        | 75-74 |
| 4    | Belgique           | 7   | 6 | 1 | 5 | 392 | 443 | -51  |  | Russie                | 70-53 | 76-69 | 78-84  |       |

| Qualification pour le second tour |
| Élimination                       |

#### Groupe F
| Rang | Équipe             | Pts | J | G | P | Pp  | Pc  | Diff |  | Résultats (dom.\ext.) |       |       |       |       |
| ---- | ------------------ | --- | - | - | - | --- | --- | ---- |  | --------------------- | ----- | ----- | ----- | ----- |
| 1    | République tchèque | 11  | 6 | 5 | 1 | 464 | 425 | 39   |  | Bulgarie              |       | 76-78 | 88-86 | 80-82 |
| 2    | Finlande           | 9   | 6 | 3 | 3 | 453 | 449 | 4    |  | République tchèque    | 81-75 |       | 89-69 | 77-73 |
| 3    | Bulgarie           | 8   | 6 | 2 | 4 | 466 | 476 | -10  |  | Islande               | 74-77 | 76-75 |       | 81-76 |
| 4    | Islande            | 8   | 6 | 2 | 4 | 463 | 496 | -33  |  | Finlande              | 75-70 | 56-64 | 91-77 |       |

| Qualification pour le second tour |
| Élimination                       |

#### Groupe G
| Rang | Équipe    | Pts | J | G | P | Pp  | Pc  | Diff |  | Résultats (dom.\ext.) |       |       |       |        |
| ---- | --------- | --- | - | - | - | --- | --- | ---- |  | --------------------- | ----- | ----- | ----- | ------ |
| 1    | Allemagne | 12  | 6 | 6 | 0 | 508 | 414 | 94   |  | Allemagne             |       | 79-74 | 85-63 | 79-70  |
| 2    | Serbie    | 10  | 6 | 4 | 2 | 514 | 449 | 65   |  | Serbie                | 81-88 |       | 85-64 | 105-87 |
| 3    | Géorgie   | 8   | 6 | 2 | 4 | 460 | 495 | -35  |  | Autriche              | 49-90 | 81-82 |       | 64-78  |
| 4    | Autriche  | 6   | 6 | 0 | 6 | 394 | 518 | -124 |  | Géorgie               | 77-87 | 50-87 | 98-73 |        |

| Qualification pour le second tour |
| Élimination                       |

#### Groupe H
| Rang | Équipe          | Pts | J | G | P | Pp  | Pc  | Diff |  | Résultats (dom.\ext.) |       |       |       |       |
| ---- | --------------- | --- | - | - | - | --- | --- | ---- |  | --------------------- | ----- | ----- | ----- | ----- |
| 1    | Grèce           | 12  | 6 | 6 | 0 | 413 | 432 | -19  |  | Israël                |       | 82-75 | 78-96 | 88-68 |
| 2    | Israël          | 9   | 6 | 3 | 3 | 438 | 458 | -20  |  | Grande-Bretagne       | 59-67 |       | 92-95 | 74-65 |
| 3    | Estonie         | 7   | 6 | 2 | 4 | 415 | 459 | -44  |  | Grèce                 | 82-61 | 75-70 |       | 87-75 |
| 4    | Grande-Bretagne | 7   | 6 | 1 | 5 | 440 | 457 | -17  |  | Estonie               | 78-62 | 73-70 | 56-78 |       |

| Qualification pour le second tour |
| Élimination                       |

### Second tour

#### Groupe I
| Rang | Équipe     | Pts | J  | G  | P | Pp  | Pc  | Diff |  | Résultats (dom.\ext.) |       |       |       |       |       |       |
| ---- | ---------- | --- | -- | -- | - | --- | --- | ---- |  | --------------------- | ----- | ----- | ----- | ----- | ----- | ----- |
| 1    | Espagne    | 22  | 12 | 10 | 2 | 927 | 848 | 79   |  | Espagne               |       | 75-58 | 85-82 | 79-67 | 72-68 | 92-84 |
| 2    | Turquie    | 20  | 12 | 8  | 4 | 874 | 805 | 69   |  | Turquie               | 71-67 |       | 85-73 | 79-69 | 80-66 | 77-58 |
| 3    | Monténégro | 19  | 12 | 7  | 5 | 918 | 901 | 17   |  | Lettonie              | 62-67 | 79-70 |       | 75-84 | 68-82 | 85-74 |
| 4    | Lettonie   | 19  | 12 | 7  | 5 | 943 | 914 | 29   |  | Monténégro            | 66-79 | 71-66 | 74-80 |       | 90-84 | 63-75 |
| 5    | Ukraine    | 17  | 12 | 5  | 7 | 908 | 892 | 16   |  | Ukraine               | 76-65 | 60-67 | 71-93 | 74-76 |       | 82-54 |
| 6    | Slovénie   | 15  | 12 | 3  | 9 | 909 | 988 | -79  |  | Slovénie              | 72-83 | 77-86 | 77-82 | 74-87 | 85-84 |       |

| Qualification pour la Coupe du Monde 2019 |
| Élimination                               |

#### Groupe J
| Rang | Équipe   | Pts | J  | G  | P | Pp  | Pc  | Diff |  | Résultats (dom.\ext.) |       |       |        |       |       |       |
| ---- | -------- | --- | -- | -- | - | --- | --- | ---- |  | --------------------- | ----- | ----- | ------ | ----- | ----- | ----- |
| 1    | Lituanie | 23  | 12 | 11 | 1 | 999 | 802 | 197  |  | Lituanie              |       | 86-73 | 75-55  | 95-93 | 79-62 | 80-75 |
| 2    | Italie   | 20  | 12 | 8  | 4 | 940 | 836 | 104  |  | Italie                | 70-65 |       | 101-82 | 80-62 | 72-78 | 75-41 |
| 3    | Pologne  | 20  | 12 | 8  | 4 | 958 | 886 | 72   |  | Pologne               | 61-79 | 94-78 |        | 85-76 | 79-74 | 70-60 |
| 4    | Hongrie  | 18  | 12 | 6  | 6 | 836 | 849 | -13  |  | Pays-Bas              | 69-78 | 81-66 | 78-105 |       | 68-61 | 59-74 |
| 5    | Croatie  | 16  | 12 | 4  | 8 | 858 | 891 | -33  |  | Croatie               | 83-84 | 64-80 | 69-77  | 82-78 |       | 74-69 |
| 6    | Pays-Bas | 15  | 12 | 3  | 9 | 895 | 944 | -49  |  | Hongrie               | 50-73 | 63-69 | 64-57  | 91-86 | 84-65 |       |

| Qualification pour la Coupe du Monde 2019 |
| Élimination                               |

#### Groupe K
| Rang | Équipe             | Pts | J  | G  | P | Pp  | Pc  | Diff |  | Résultats (dom.\ext.) |        |       |        |       |       |       |
| ---- | ------------------ | --- | -- | -- | - | --- | --- | ---- |  | --------------------- | ------ | ----- | ------ | ----- | ----- | ----- |
| 1    | France             | 22  | 12 | 10 | 2 | 937 | 778 | 159  |  | France                |        | 82-66 | 75-74  | 83-67 | 77-53 | 84-65 |
| 2    | Russie             | 20  | 12 | 8  | 4 | 966 | 853 | 113  |  | République tchèque    | 65-79  |       | 80-78  | 77-73 | 81-75 | 69-64 |
| 3    | République tchèque | 20  | 12 | 8  | 4 | 890 | 889 | 1    |  | Russie                | 78-84  | 81-61 |        | 91-76 | 77-73 | 70-53 |
| 4    | Finlande           | 18  | 12 | 6  | 6 | 913 | 927 | -14  |  | Finlande              | 76-69  | 56-64 | 75-77  |       | 75-70 | 85-81 |
| 5    | Bulgarie           | 16  | 12 | 4  | 8 | 882 | 971 | -89  |  | Bulgarie              | 74-68  | 76-78 | 60-104 | 80-82 |       | 89-82 |
| 6    | Bosnie-Herzégovine | 15  | 12 | 3  | 9 | 871 | 957 | -86  |  | Bosnie-Herzégovine    | 52-102 | 80-85 | 81-76  | 77-81 | 87-67 |       |

| Qualification pour la Coupe du monde 2019 |
| Élimination                               |

#### Groupe L
| Rang | Équipe    | Pts | J  | G  | P | Pp   | Pc  | Diff |  | Résultats (dom.\ext.) |       |       |       |        |        |       |
| ---- | --------- | --- | -- | -- | - | ---- | --- | ---- |  | --------------------- | ----- | ----- | ----- | ------ | ------ | ----- |
| 1    | Grèce     | 23  | 12 | 11 | 1 | 972  | 880 | 92   |  | Allemagne             |       | 63-69 | 79-74 | 112-98 | 79-70  | 87-70 |
| 2    | Allemagne | 21  | 12 | 9  | 3 | 1017 | 867 | 150  |  | Grèce                 | 92-84 |       | 70-63 | 82-61  | 81-69  | 87-75 |
| 3    | Serbie    | 19  | 12 | 7  | 5 | 993  | 875 | 118  |  | Serbie                | 81-88 | 84-61 |       | 97-76  | 105-87 | 91-65 |
| 4    | Géorgie   | 17  | 12 | 5  | 7 | 927  | 968 | -41  |  | Israël                | 81-77 | 78-96 | 83-74 |        | 80-85  | 88-68 |
| 5    | Israël    | 17  | 12 | 5  | 7 | 925  | 974 | -49  |  | Géorgie               | 77-87 | 85-86 | 50-87 | 71-69  |        | 77-84 |
| 6    | Estonie   | 16  | 12 | 4  | 8 | 821  | 950 | -129 |  | Estonie               | 43-86 | 56-78 | 71-70 | 78-62  | 73-80  |       |

| Qualification pour la Coupe du monde 2019 |
| Élimination                               |

## Bilan: Les 32 qualifiés
| Carte                            | Europe (FIBA Europe) 12 équipes                                                                            | Amériques (FIBA Amériques) 7 équipes                                           | Afrique (FIBA Afrique) 5 équipes                              |
| -------------------------------- | --- | ------------------------------------------------------------------------------ | ------------------------------------------------------------- |
|                                  | Allemagne Espagne France Grèce Italie Lituanie Monténégro Pologne République tchèque Russie Serbie Turquie | Argentine Brésil Canada États-Unis Porto Rico République dominicaine Venezuela | Angola Côte d'Ivoire Nigeria Sénégal Tunisie                  |
| Océanie (FIBA Océanie) 2 équipes | Allemagne Espagne France Grèce Italie Lituanie Monténégro Pologne République tchèque Russie Serbie Turquie | Argentine Brésil Canada États-Unis Porto Rico République dominicaine Venezuela | Asie (FIBA Asie) 6 équipes dont une au pays hôte              |
| Australie Nouvelle-Zélande       | Allemagne Espagne France Grèce Italie Lituanie Monténégro Pologne République tchèque Russie Serbie Turquie | Argentine Brésil Canada États-Unis Porto Rico République dominicaine Venezuela | Chine, pays hôte Corée du Sud Iran Japon Jordanie Philippines |